# Малаевка (Татарстан)
 Малаевка  (тат. Тырна, мрд.-кар. Тырна) — деревня в Камско-Устьинском районе Татарстана. Входит в состав Большекармалинского сельского поселения.

## География
Находится в западной части Татарстана на расстоянии приблизительно 8 км на запад по прямой от районного центра поселка Камское Устье у речки Кармалка.

## История
Основана в XVII веке. До революции упоминалась также как Большие Клери, Малавкино, Малавка, Кляри.

## Население
Постоянных жителей насчитывалось в 1782—166 душ мужского пола, в 1859—407, в 1897—647, в 1908—700, в 1920—653, в 1926—455, в 1938—286, в 1949—190, в 1958—121, в 1970 — 57, в 1979 — 31, в 1989 — 6. Постоянное население составляло 12 человек (татары 75 %) в 2002 году, 10 в 2010.